# St. Clair megye (Alabama)
St. Clair megye az Amerikai Egyesült Államokban, azon belül Alabama államban található. Az állam észak-középső részén található St. Clair megye Alabama leggyorsabban növekvő megyéi közé tartozik és az egyetlen megye Alabama államban, amelynek két megyeszékhelye van, Ashville-ben és Pell City ben. 2007-ben kiderült, hogy a megyében találhatók az ország legkiterjedtebb földgázlelőhelyei. Jefferson és Shelby megyéhez való közelsége vonzóvá tette a gazdasági és lakossági fejlesztések számára. A megyét választott öttagú bizottság irányítja. Megyeszékhelye Ashville és Pell City. Legnagyobb városa Pell City. Lakosainak száma 91 103 fő (2020. április 1.). St. Clair megye Etowah, Blount, Jefferson, Shelby, Calhoun és Talladega megyékkel határos.

## Története
St. Clair megyét Shelby megye egyes részeiből hozta létre az Alabama Területi Közgyűlés 1818. november 20-án. Két évvel később St. Clair megye egy részét használták fel Jefferson megye létrehozására. Aztán 1836-ban St. Clair egy részét felosztották Cherokee és DeKalb megyék létrehozására. A polgárháború után a megye északkeleti részét használták fel Etowah megye létrehozására, ami St. Clair jelenlegi határait eredményezte. A megyét Arthur St. Clair tábornok tiszteletére nevezték el, aki a brit haditengerészet zászlósaként Skóciából utazott Amerikába. St. Clair Pennsylvaniában telepedett le, és az amerikai forradalom idején a Kontinentális Hadsereg tábornokává, valamint a Kontinentális Kongresszus elnökévé vált. St. Clair megye korai telepeseinek többsége Tennessee-ből, Virginiából és a Carolinából érkezett. A megye legkorábbi települései és városai Ashville, Odenville, Riverside és Springville voltak .
Ashville, eredeti nevén St. Clairsville volt az első megyeszékhely. Ashville-t John Ashról, az állam első közgyűlésének szenátoráról nevezték el. A St. Clair megye északi részén található Ashville 1821 és 1907 között a megye egyetlen megyeszékhelye volt. Mivel a Backbone Mountain kettészeli St. Clair megyét, a megye déli lakosai közül sok nehezen utaztak Ashville-be. 1901-ben Alabama újonnan elfogadott alkotmánya úgy rendelkezett, hogy Pell City a megye déli körzetének bírói székhelyeként szolgáljon. Egy 1907-es alkotmánymódosítás második megyeszékhellyé nyilvánította a korai telepesről, George H. Pellről elnevezett Pell Cityt. Bár Ashville és Pell City is foglalkozik a megyei ügyekkel, a megyei bizottság Ashville-ben ülésezik. St. Clair megye az egyetlen megye Alabama államban, amelynek két megyeszékhelye van.
2011. április 27-én hatalmas vihar sújtotta az Egyesült Államok délkeleti részét, amely számos erős tornádót okozott. Alabamában több mint 250 embert öltek meg, köztük 16 embert St. Clair megyében, köztük egy embert Pell Cityben és egy embert Moodyban.

## Népesség
A 2020-as népszámlálási becslések szerint St. Clair megye lakossága 88 929 volt. A válaszadók 87,0 százaléka fehérnek, 9,4 százaléka afroamerikainak, 2,4 százaléka spanyolajkúnak, 1,4 százaléka két vagy több rasszúnak, 0,8 százaléka ázsiainak és 0,5 százaléka indiánnak vallotta magát. A megye legnagyobb városa Pell City, a két megyeszékhely egyike, lakossága 14 081 fő. Ashville másik megyeszékhelyének lakossága 2309 főre becsülhető. További jelentős lakossági központok Moody, Springville és Steele. A háztartások medián jövedelme 62 531 dollár volt, szemben az állam egészére vonatkozó 52 035 dollárral, az egy főre jutó jövedelem pedig 27 941 dollár volt, szemben az állam egészének 28 934 dollárjával.
A megye népességének változása:
| Lakosok száma | 83 811 | 84 309 | 85 167 | 86 308 | 87 074 | 91 103 |
|               | 2010   | 2011   | 2012   | 2013   | 2015   | 2020   |

## Gazdaság
A legtöbb alabamai megyéhez hasonlóan St. Clair megyében is a mezőgazdaság volt az uralkodó foglalkozása egészen a huszadik századig. A kukorica és a szarvasmarha a megye eredeti fő mezőgazdasági termékei voltak. A huszadik század közepére azonban a gazdálkodók számos más termék előállítására diverzifikáltak. Ma St. Clair fő mezőgazdasági termékei a húsmarha , széna, paradicsom, baromfi és gyep. Mivel a zsilipek és gátak sorozata hajózhatóvá tette a Coosa folyót a huszadik század közepén, az így létrejött vízenergia számos iparágat, köztük a fa- és papírgyárakat is lehetővé tett. Az 1990-es évekre az autóipar és a repülőgépipar bekerült St. Clair megyébe. A német autóipari vállalatok, a WKW Erbsloeh North America és az Eissmann Automotive North America, mindkettő Pell City ben, jelentős munkaadók, csakúgy, mint a japán autóalkatrészeket szállító Unipres Corporation Steele-ben. A régi munkaadó , az Avondale Mills 2006 júliusában bezárt, bezárt egy gyárat Pell City ben, és sok dolgozót elbocsátott.

## Foglalkoztatás
A 2020-as népszámlálási becslések szerint St. Clair megyében a munkaerő a következő ipari kategóriák között oszlik meg:
- Oktatási szolgáltatások, valamint egészségügyi és szociális segélyek (19,8 százalék)
- Feldolgozóipar (15,6 százalék)
- Szakmai, tudományos, gazdálkodási, valamint adminisztratív és hulladékgazdálkodási szolgáltatások (10,3 százalék)
- Építőipar (10,1 százalék)
- Kiskereskedelem (9,4 százalék)
- Művészetek, szórakoztatás, rekreáció, valamint szállás- és étkezési szolgáltatások (6,4 százalék)
- Szállítás és raktározás, valamint közművek (6,0 százalék)
- Egyéb szolgáltatások, kivéve a közigazgatást (5,9 százalék)
- Nagykereskedelem (5,1 százalék)
- Pénzügy és biztosítás, valamint ingatlan, bérbeadás és lízing (4,7 százalék)
- Közigazgatás (4,4 százalék)
- Információ (1,4 százalék)
- Mezőgazdaság, erdőgazdálkodás , halászat és vadászat , valamint kitermelő (0,8 százalék)

## Oktatás
A St. Clair megyei iskolarendszer 18 általános és középiskolát felügyel. A Pell City Schools hét általános és középiskolát felügyel. A Jefferson State Community College interaktív videokonferencia-tanfolyamokat kínál a Pell Cityben található St. Clair oktatási helyszínen, ahol a hallgatók oktatási igazgatási vagy üzleti kurzusokat vehetnek igénybe. Ezenkívül az Alabama Cooperative Extension System St. Clair megyei bővítési irodája oktatási programokat kínál a mezőgazdaság, az erdészet, a fogyasztótudomány és a közösségi erőforrások fejlesztése terén.

## Földrajz
A 646 négyzetmérföldet felölelő St. Clair megye az Appalache-hegység déli csücskében fekszik, és a Backbone-hegy osztja ketté. A megye a Valley and Ridge fiziográfiai szakaszának része . A völgyek termékeny, mészköves talajokból állnak, míg a gerincek savas, homokkő talajokból állnak, amelyeket tölgyes és rövidlevelű fenyőfákból álló erdős területek fednek. St. Clair megye északon Etowah és Blount megyével, nyugaton Jefferson megyével, délen Shelby és Talladega megyével, keleten Calhoun megyével határos .
A Coosa folyó a megye keleti határán halad. Mivel a Coosa folyó az egyik legerősebben használt folyó az államban, biológiai sokféleségének nagy része a mellékfolyóira korlátozódik, amelyek St. Clair megye keleti felén terjednek. A Coosa folyó mentén számos zsilip és gátak kínálnak üzleti és kikapcsolódási lehetőséget a megye számára. Ezenkívül a Cahaba folyó számos mellékfolyója folyik St. Clair megye nyugati felében, festői kilátást és kikapcsolódási lehetőséget teremtve.
A 20-as és az 59-es államközi út a megye fő közlekedési útvonala. Mindkét államközi út délnyugat-északkelet irányú. A US Highway 11 és a US Highway 231 szintén fő közlekedési útvonalak St. Clair megyében. A US Highway 11 délnyugat-északkelet irányú, míg a US Highway 231 észak-déli irányban halad át a megye közepén. St. Clair megyében nincsenek nyilvános repülőterek .

## Események és látnivalók
A St. Clair megyébe látogatók számos kikapcsolódási lehetőséget kínálnak. Például H. Neely Henry-gát és Logan Martin-gát építése egy sor tavat hozott létre, amelyek közül a legnagyobb a Logan Martin-tó, 15 263 hektárral és 273 mérföldnyi partszakasszal. A tavak számos vízi sportot kínálnak, beleértve a horgászatot, csónakázást, vízisíelést, vitorlázást és úszást. A magántulajdonban lévő Horse Pens 40 egy szabadtéri természeti park, amely a Chandler-hegy tetején, az Appalache-hegység lábánál található. A 120 hektáros területen ősi indián temetők találhatók, és egész évben különféle kulturális eseményeknek adnak otthont, beleértve a zenei fesztiválokat, a polgárháborús újrajátszásokat és az indián művészeti fesztiválokat. Az Ashville és Gallant közelében található, keresztény orientációjú Sumatanga tábor és konferenciaközpont kempingezést és túrázást, valamint egy 55 hektáros tavat kínál csónakázásra és úszásra.
St. Clair megyében számos múzeum található. A történelmi St. Clair megyei bíróság az állam legrégebbi működő bírósága, és az Ashville történelmi negyed központi eleme. A John W. Inzer Múzeum , eredetileg John Inzer konföderációs tiszt és kerületi bíró otthona, egy 1852-ben épült görög újjászületési otthon, amely Inzer iratainak és emléktárgyainak ad otthont. Az 1820-ban épült John Looney Pioneer House Museum lehet az állam legrégebbi dogtrot gerendaháza. Az úttörő építészetéről ismert múzeum évente őszi fesztiválnak ad otthont ételekkel, játékokkal, művészetekkel és kézműves termékekkel, valamint zenével. Ezenkívül a nemrégiben felújított Ragland Depot Museum vasúttörténeti tárgyakat, valamint Ragland város műtárgyait is tartalmazza.
Springville ad otthont a Homestead Hollow Country Fair és Művészeti Fesztiválnak, minden évszakban egyszer, ahol a helyi művészek munkáit is bemutatják a különféle ételek és zene kínálata mellett. A White's Mountain Bluegrass Fesztivál egy népszerű kétnapos fesztivál, amelyen helyi és nemzeti bluegrass zenészek vesznek részt minden nyáron és ősszel St. Clair Springsben.